# Hoya lucardenasiana
Hoya lucardenasiana är en oleanderväxtart som beskrevs av Kloppenb., Siar och Cajano. Hoya lucardenasiana ingår i släktet Hoya och familjen oleanderväxter. Inga underarter finns listade i Catalogue of Life.